# Bounce (álbum)
Bounce es el octavo disco de la banda de rock Bon Jovi y el décimo tercero de Jon Bon Jovi, inspirado en los atentados al "World Trade Center" de Nueva York, el 11 de septiembre de 2001.

## Canciones del álbum
| N.º   | Título                  | Escritor(es)                               | Duración |  |
| 1.    | «Undivided»             | Jon Bon Jovi, Richie Sambora, Billy Falcon | 3:53     |  |
| 2.    | «Everyday»              | Jon Bon Jovi, Sambora, Andreas Carlsson    | 3:00     |  |
| 3.    | «The Distance»          | Jon Bon Jovi, Sambora, Desmond Child       | 4:48     |  |
| 4.    | «Joey»                  | Jon Bon Jovi, Sambora                      | 4:54     |  |
| 5.    | «Misunderstood»         | Jon Bon Jovi, Sambora, Child, Carlsson     | 3:30     |  |
| 6.    | «All About Lovin' You»  | Jon Bon Jovi, Sambora, Child, Carlsson     | 3:46     |  |
| 7.    | «Hook Me Up»            | Jon Bon Jovi, Sambora, Child, Carlsson     | 3:54     |  |
| 8.    | «Right Side of Wrong»   | Jon Bon Jovi                               | 5:50     |  |
| 9.    | «Love Me Back to Life»  | Jon Bon Jovi, Sambora                      | 4:09     |  |
| 10.   | «You Had Me from Hello» | Jon Bon Jovi, Sambora, Carlsson            | 3:49     |  |
| 11.   | «Bounce»                | Jon Bon Jovi, Sambora, Falcon              | 3:11     |  |
| 12.   | «Open All Night»        | Jon Bon Jovi, Sambora                      | 4:22     |  |
| 49:10 |                         |                                            |          |  |

| Edición japonesa |                                |              |          |  |
| N.º              | Título                         | Escritor(es) | Duración |  |
| 13.              | «No Regrets»                   | Jon Bon Jovi | 4:02     |  |
| 14.              | «Postcards from the Wasteland» | Jon Bon Jovi | 4:25     |  |
| 57:37            |                                |              |          |  |

| Edición especial de 2010 |                          |          |  |
| N.º                      | Título                   | Duración |  |
| 13.                      | «The Distance» (en vivo) | 5:46     |  |
| 14.                      | «Joey» (en vivo)         | 5:26     |  |
| 15.                      | «Hook Me Up» (en vivo)   | 4:46     |  |
| 16.                      | «Bounce» (en vivo)       | 3:15     |  |
| 68:23                    |                          |          |  |

| Lados B y canciones no incluidas |                                                                                |                                                               |          |  |
| N.º                              | Título                                                                         | Escritor(es)                                                  | Duración |  |
| 1.                               | «Alive» (Lado B del sencillo «All About Lovin' You»)                           | Jon Bon Jovi, Richie Sambora, Andreas Carlsson, Desmond Child | 3:54     |  |
| 2.                               | «All About Lovin' You (Acoustic)» (Lado B del sencillo «All About Lovin' You») | Bon Jovi, Sambora, Carlsson, Child                            | 3:37     |  |
| 3.                               | «Another Reason To Believe» (Lado B del sencillo «Everyday»)                   | Bon Jovi, Sambora, Billy Falcon, Jeff Steele                  | 3:29     |  |
| 4.                               | «Breathe» (Lado B del sencillo «Everyday»)                                     | Bon Jovi, Sambora, Marti Frederiksen                          | 3:41     |  |
| 5.                               | «Lucky» (Lado B del sencillo «Everyday»)                                       | Bon Jovi, Sambora, Frederiksen                                | 3:45     |  |
| 6.                               | «Standing» (Lado B del sencillo «Everyday»)                                    | Bon Jovi, Sambora, Holly Lamar                                | 3:50     |  |
| 7.                               | «We Can Dance» (Lado B del sencillo «Everyday»)                                | Bon Jovi, Sambora, Troy Verges                                | 4:45     |  |

## Posicionamiento en listas
| Lista (2002)                     | Posición |
| -------------------------------- | -------- |
| Alemania (GfK Entertainment)     | 2        |
| Argentina (CAPIF)                | 4        |
| Australia (ARIA)                 | 5        |
| Austria (Ö3 Austria Top 40)      | 3        |
| Bélgica (Ultratop Flandes)       | 4        |
| Bélgica (Ultratop Valonia)       | 9        |
| Canadá (Billboard)               | 3        |
| Dinamarca (Hitlisten)            | 19       |
| España (AFYVE)                   | 2        |
| Estados Unidos (Billboard 200)   | 2        |
| Europa (European Top 100 Albums) | 1        |
| Finlandia (SVL)                  | 2        |
| Francia (SNEP)                   | 8        |
| Hungría (MAHASZ)                 | 10       |
| Irlanda (Irish Albums Chart)     | 5        |
| Italia (FIMI)                    | 6        |
| Japón (Oricon Albums Chart)      | 3        |
| Noruega (VG-lista)               | 9        |
| Nueva Zelanda (RIANZ)            | 19       |
| Países Bajos (Dutch Charts)      | 2        |
| Reino Unido (UK Albums Chart)    | 2        |
| Suecia (Sverigetopplistan)       | 4        |
| Suiza (Schweizer Hitparade)      | 2        |

| Lista (2002)                              | Posición |
| ----------------------------------------- | -------- |
| Alemania (GfK Entertainment)              | 31       |
| Austria (Ö3 Austria)                      | 28       |
| Bélgica (Ultratop Flandes)                | 51       |
| Canadá (Nielsen SoundScan)                | 93       |
| Canadian Metal Albums (Nielsen SoundScan) | 13       |
| Europa (European Top 100 Albums)          | 45       |
| Global (IFPI)                             | 31       |
| Japón (Oricon Albums Chart)               | 69       |
| Países Bajos (Dutch Charts)               | 62       |
| Reino Unido (Official Charts)             | 113      |
| Suiza (Schweizer Hitparade)               | 26       |

## Certificaciones
| País                                        | Certificación | Ventas por certificado |
| ------------------------------------------- | ------------- | ---------------------- |
| Alemania (BVMI)                             | Platino       | 300.000                |
| Argentina (CAPIF)                           | Oro           | 20.000                 |
| Australia (ARIA)                            | Oro           | 35.000                 |
| Austria (IFPI Austria)                      | Oro           | 15.000                 |
| Bélgica (BEA)                               | Oro           | 25.000                 |
| Brasil (PMB)                                | Oro           | 50.000                 |
| Canadá (CRIA)                               | Platino       | 100.000                |
| España (AFYVE)                              | Oro           | 50.000                 |
| Estados Unidos (RIAA)                       | Oro           | 500.000                |
| Japón (RIAJ)                                | Platino       | 200.000                |
| Países Bajos (NVPI)                         | Oro           | 40.000                 |
| Reino Unido (BPI)                           | Oro           | 100.000                |
| Suiza (IFPI Suiza)                          | Platino       | 40.000                 |
| Ventas totales por certificación: 1.475.000 |               |                        |